# Typhlocyba putmani
Typhlocyba putmani är en insektsart som beskrevs av Knull 1945. Typhlocyba putmani ingår i släktet Typhlocyba och familjen dvärgstritar. Inga underarter finns listade i Catalogue of Life.